# リビア連絡調整グループ
リビア連絡調整グループ（リビアれんらくちょうせいグループ、Libya Contact Group）は、2011年にリビアで内戦が発生したことを受け、同年3月29日にイギリスのロンドンにて開催されたリビアに関する国際会議にて設立された包括的組織である。これはリビアに対し国際的に協調して対処すること、またリビアと国際社会を結ぶ窓口を確保することなどを目的としている。
日本の外務省では英語表記をほぼそのままカタカナ表記にしたリビア・コンタクト・グループ会合と呼称しており、日本のメディアでは連絡調整グループのほかリビア連絡グループ、コンタクトグループとも呼ばれている。

## 会合の記録
第1回目の協議は4月13日カタールのドーハで開催され、主催の同国とイギリスなど21カ国と6つの国際組織のほか、リビア国民評議会のマフムード・ジブリール執行委員会委員長（暫定首相）も参加した。議長声明においてリビア国民に対する支持を打ち出し、カッザーフィー政権（以下、カダフィ政権）による国民への暴力を即時停止するよう要求。また、リビア国民評議会をリビアを代表する対話者と位置づけ、人道的支援を約束。カダフィ政権の正統性は失われたとした。一方で反政府勢力に対する軍事支援に関しては意見が分かれ合意には至らなかった。
第2回目会合は5月5日にイタリアのローマで開催され、改めてカダフィ政権による国民への暴力を即時に停止し、また退陣するよう要求。リビア国民評議会の作成したロードマップを評価した。
第3回目会合は6月9日にアブダビで開催され、国際的な意思統一の必要性が指摘されたほか、アフリカ連合に役割を期待する意見もあがった。第4回目会合は7月15日にトルコのイスタンブールで開催され、議長声明においてリビア国民評議会を「リビアにおける正統な統治当局として取り扱う」と規定。
第5回目の会合は第66回国際連合総会にあわせて9月にアメリカのニューヨークで開催される予定であるが、8月20日以降の反カダフィ勢力による首都トリポリへの攻勢が予想を上回る速度で展開し、首都がほぼ陥落状態になったことを受け、8月22日にフランスがパリで臨時会合を8月下旬に開催するよう提案。結局は8月25日にイスタンブールにて会合が行われ、復興支援についての話し合いが持たれたほか、カダフィに対して投降するよう呼びかけられた。
第6回目にして最後の会合はニコラ・サルコジが主導し、カダフィが政権を奪取してから42周年となる9月1日にフランスのパリで開催された。これまでの連絡調整グループの枠組みをさらに拡大させた会合リビア・フレンズ会合(the Friends of Libya)（新生リビア支援国際会議）である。この中でアメリカなどは更に多くの国々、国際機関によるリビア国民評議会の政府承認を求めたが、アフリカ諸国の動きが決して芳しくないなどが指摘された。9月20日にはアメリカのニューヨークで潘基文国際連合事務総長が主催するリビア・ハイレベル会合が行われた。

## 参加国・組織
出席国とオブザーバーは以下のとおり。

### 国家
| - オーストラリア - ベルギー - バーレーン - ブラジル - ブルガリア - カナダ - キプロス - デンマーク - エジプト - スペイン | - フランス - イギリス - ドイツ - ギリシャ - インド - イラク - イタリア - ヨルダン - 日本 - 韓国 | - クウェート - レバノン - モロッコ - マルタ - オランダ - ポーランド - ポルトガル - カタール - ルーマニア - 南アフリカ共和国 | - サウジアラビア - スーダン - セネガル - チュニジア - トルコ - アラブ首長国連邦 - アメリカ合衆国 - リビア国民評議会（7月に正統な統治当局として承認） |

### 国際組織・地域組織
- 国際連合
- 欧州連合
- 北大西洋条約機構
- アフリカ連合
- アラブ連盟
- イスラム諸国会議機構
- 湾岸協力会議
- 世界銀行
- 地中海連合

国家、国際組織・地域組織の出典は外務省による概要と評価のページにおける記載による。参考文献の節も参照されたい。